# Coplanaritat

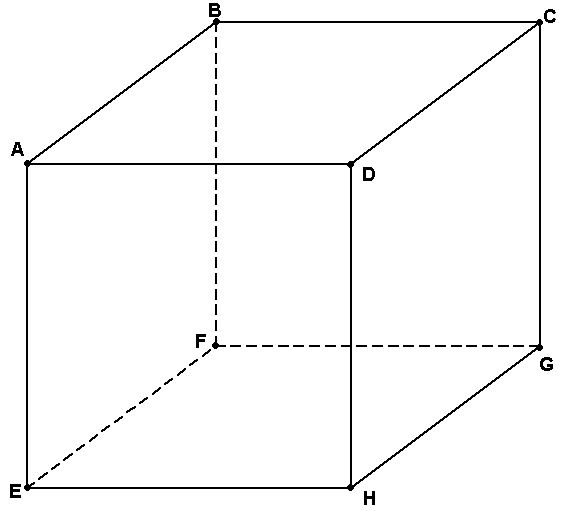
En el cub els tres vectors, i són coplanars

Coplanar en geometria, és un conjunt de punts en l'espai en el qual tots els punts es troben en el mateix pla. Per exemple, tres punts diferents sempre són coplanars; però un quart o més punts agregat en l'espai poden existir en un altre pla, és a dir, ser no coplanar.
Es pot demostrar si diversos punts són coplanars determinant que el producte escalar d'un vector normal al pla i un altre vector des de qualsevol punt en el pla fins al punt que s'està provant és 0. És a dir, si es desitja determinar si un conjunt de punts són coplanars, primer s'ha de construir un vector per a cada punt dirigit a un dels altres punts (mitjançant la fórmula de distància, per exemple). En segon lloc, construir un vector que sigui perpendicular (normal) al pla de prova (per exemple, calculant el producte creuat de dos dels vectos del primer pas). Per acabar, calcular el producte escalar d'aquest vector ambcadascun dels vectors que va crear el primer pas. Si el resultat de cada producte escalar és 0, aleshores tots els punts són coplanars.
Els determinants de Cayley-Menger proporcionen una solució per al problema de determinar si un conjunt de punts és coplanar, coneixent només les distàncies entre ells.

## Propietats
Si tres vectors {\displaystyle \mathbf {a} ,\mathbf {b} } i {\displaystyle \mathbf {c} } són coplanars, i {\displaystyle \mathbf {a} \cdot \mathbf {b} =0}, aleshores
{\displaystyle (\mathbf {c} \cdot \mathbf {\hat {a}} )\mathbf {\hat {a}} +(\mathbf {c} \cdot \mathbf {\hat {b}} )\mathbf {\hat {b}} =\mathbf {c} ,}
on {\displaystyle \mathbf {\hat {a}} } denota el vector unitari en la direcció de {\displaystyle \mathbf {a} }.
O bé, el vector projecció de {\displaystyle \mathbf {c} } en {\displaystyle \mathbf {a} } i {\displaystyle \mathbf {c} } en {\displaystyle \mathbf {b} } s'afegeix per donar l'original {\displaystyle \mathbf {c} }.

## Fórmula del pla
Una altra tècnica consisteix a calcular la fórmula dels plans definits per cada subconjunt de tres punts. En primer lloc, el vector normal per a cada pla es calcula mitjançant alguna tècnica d'ortogonalització. Si els plans són paral·lels, el producte escalar dels vectors normals serà 1 o -1. Més específicamentes pot calcular la'ngle entre els vectors normals, denominat angle diedre, que representa l'angle més petit possible entre els dos plans. La fórmula d'un pla és:
{\displaystyle ax+by+cz+d=0}, on {\displaystyle (a,b,c)} és el vector normal del pla.
El valor {\displaystyle d} pot calcular-se connectant-lo a un dels punts i resolent a continuació. Si {\displaystyle d} és el matix per a tots els subconjunts de tres punts, els plans són iguals i els punts spn coplanars.
Un avantatge d'aquesta tècnica és que pot funcionar en un espai hiperdimensional.